# Francesco Bulckaen
Francesco Bulckaen (Roma, 4 aprile 1967) è un doppiatore italiano.

## Biografia
Nipote della doppiatrice Mirella Pace, è il doppiatore italiano di Ewan McGregor, Matt Damon, Ethan Hawke, James Marsden, Benedict Cumberbatch, Sam Worthington, Karl Urban e molti altri.
Ha doppiato Ewan McGregor nella trilogia prequel di Guerre stellari, James Marsden nella saga degli X-Men, Wentworth Miller in Prison Break, Matt Damon nella serie di Jason Bourne, Joaquin Phoenix ne Il gladiatore, Benedict Cumberbatch nei film del Marvel Cinematic Universe nel ruolo del Dottor Strange, Karl Urban in The Boys, Ricky Whittle in American Gods, Jeffrey Donovan in Burn Notice, David Boreanaz in Buffy l'ammazzavampiri, il mago Howl ne Il castello errante di Howl e la voce ufficiale di Fred Jones in Scooby-Doo e nei film interpretati da Freddie Prinze Jr., Nikolay Moss nel ruolo di Re Riccardo I d’Inghilterra nel film  Il Monaco che vinse l’Apocalisse di Jordan River.
Il suo cognome è di origine belga.

## Doppiaggio

### Film
- Ewan McGregor in Il bacio del serpente, Star Wars - Episodio I - La minaccia fantasma, Nora, Star Wars - Episodio II - L'attacco dei cloni, Star Wars - Episodio III - La vendetta dei Sith, Stay - Nel labirinto della mente, Senza apparente motivo, Sex List - Omicidio a tre, Colpo di fulmine - Il mago della truffa, Angeli e demoni, L'uomo che fissa le capre, Beginners, Il pescatore di sogni, Knockout - Resa dei conti, Mortdecai, Miles Ahead, Star Wars - Il risveglio della Forza, Gli ultimi giorni nel deserto, Jane Got a Gun, Il traditore tipo, American Pastoral, Doctor Sleep, Star Wars - L'ascesa di Skywalker, Raymond e Ray
- Matt Damon in Il talento di Mr. Ripley, Duetto a tre, The Bourne Identity, Project Greenlight, Fratelli per la pelle, Jay & Silent Bob... Fermate Hollywood!, Jersey Girl, The Bourne Supremacy, I fratelli Grimm e l'incantevole strega, The Bourne Ultimatum - Il ritorno dello sciacallo, The Zero Theorem - Tutto è vanità, Jason Bourne, Downsizing - Vivere alla grande, Air - La storia del grande salto, The Instigators
- Ethan Hawke in Cerca e distruggi, La neve cade sui cedri, Hamlet 2000, Identità violate, Lord of War, Onora il padre e la madre, Daybreakers - L'ultimo vampiro, Sinister, Predestination, Good Kill, Regression, Nella valle della violenza, Le ultime 24 ore, Glass Onion: Knives Out
- James Marsden in X-Men, X-Men 2, X-Men - Conflitto finale, Superman Returns, Come d'incanto, 27 volte in bianco, The Box, Small Apartments, Cani sciolti, Anchorman 2 - Fotti la notizia, X-Men - Giorni di un futuro passato, The Best of Me - Il meglio di me, Come per disincanto - E vissero infelici e scontenti
- Benedict Cumberbatch in Doctor Strange, Thor: Ragnarok, Avengers: Infinity War, Avengers: Endgame, Between Two Ferns - Il film, Spider-Man: No Way Home, Doctor Strange nel Multiverso della Follia
- Sam Worthington in Scontro tra titani, 40 carati, Le paludi della morte, La furia dei titani, Drift - Cavalca l'onda, La battaglia di Hacksaw Ridge
- Joaquin Phoenix in Il gladiatore, The Yards, Signs, The Village, Hotel Rwanda, Buffalo Soldiers
- Josh Hartnett in Pearl Harbor, 40 giorni & 40 notti, Hollywood Homicide, Sin City, 30 giorni di buio
- David Wenham in Missione coccodrillo, Il Signore degli Anelli - Le due torri, Il Signore degli Anelli - Il ritorno del re, Van Helsing, La papessa
- Karl Urban in Star Trek, Into Darkness - Star Trek, Dredd - Il giudice dell'apocalisse, Riddick, Star Trek Beyond
- Matthew Rhys in The Edge of Love, Il sapore del successo, The Report, Saturday Night
- Owen Wilson in Hard Night, I Tenenbaum, Behind Enemy Lines - Dietro le linee nemiche
- Peter Sarsgaard in Dead Man Walking - Condannato a morte, Salton Sea - Incubi e menzogne, La mia vita a Garden State
- Paul Bettany in A Beautiful Mind, Master & Commander - Sfida ai confini del mare, Here
- Steven Mackintosh in Festa in casa Muppet, Lock & Stock - Pazzi scatenati
- Justin Theroux in Mulholland Drive, Sua Maestà
- Tom McCarthy in Year of the Dog, Duplicity
- Josh Holloway in Mission: Impossible - Protocollo fantasma, Gioco di potere
- Tom Hardy in Star Trek - La nemesi, Inception
- Freddie Prinze Jr. in Scooby-Doo, Scooby-Doo 2 - Mostri scatenati
- Jim Caviezel in Angel Eyes - Occhi d'angelo, Frequency - Il futuro è in ascolto
- Erik Stolhanske in Super Troopers, Super Troopers 2
- Channing Tatum in Step Up, Step Up 2 - La strada per il successo
- Cillian Murphy in La ragazza con l'orecchino di perla, In Time
- James Roday in Repli-Kate
- Josh Lucas in Tre all'improvviso
- Michael C.Hall in The Silent Man
- Heath Ledger in Le quattro piume
- Ryan Gosling in Crazy, Stupid, Love
- Patrick Heusinger in Jack Reacher - Punto di non ritorno
- Jim Sturgess in Cloud Atlas
- Mark Wahlberg in Imbattibile
- Colin Hanks in Homeland Security
- Michael Pena in Gangster Squad
- Benjamin Walker in Heart of the Sea - Le origini di Moby Dick
- Simon Baker in Something New
- Jack Huston in Outlander - L'ultimo vichingo
- Scott Adkins in Missione vendetta
- Joseph Sikora in Jack Reacher - La prova decisiva
- Daniel Wu in L'uomo con i pugni di ferro
- Giovanni Ribisi in Il giardino delle vergini suicide
- Patrick Kennedy in Mr. Holmes - Il mistero del caso irrisolto
- Joshua Leonard in Shaggy Dog - Papà che abbaia... non morde
- Dan Wyllie in The Water Diviner
- Jonathan Cullen in Neverland - Un sogno per la vita
- Josh Charles in L'attimo fuggente
- Martin East in Titanic
- Guillermo Angelelli in Moebius
- Sándor Csányi in Kontroll
- Gabriel Garko in Senso '45
- Chris O'Donnell in Amare per sempre
- James Hayden in C'era una volta in America (ed.2003)
- Scott Handy in Match Point
- Dylan Neal in Cinquanta sfumature di grigio
- Austin Lysy in Stanno tutti bene - Everybody's Fine
- Doug Wert in Analisi di un delitto
- Rodrigo Santoro in Love Actually - L'amore davvero
- Daniel Sunjata in Il diavolo veste Prada
- John Hopkins in Alice in Wonderland
- Matthias Matschke in Storia di una ladra di libri
- Ethan Embry in Tutta colpa dell'amore
- Henry Cavill in Tristano & Isotta
- Hugh Dancy in Un amore senza tempo
- Todd Louiso in Alta fedeltà
- Nikolay Moss in Il monaco che vinse l'Apocalisse
- Adam Fristoe in Teen Wolf - Il film
- Jason Isbell in Killers of the Flower Moon
- Jacky Cheung in Days of Being Wild
- Jemaine Clement in M3GAN 2.0

### Film d'animazione
- Fred Jones in Scooby-Doo e i pirati dei Caraibi, Stai fresco, Scooby-Doo!, Scooby-Doo e il re dei Goblin, Scooby-Doo e la spada del Samurai, Scooby-Doo Abracadabradoo, Scooby-Doo! Paura al campo estivo, Scooby-Doo! La leggenda del Fantosauro, Scooby-Doo! e il Festival dei vampiri, Scooby-Doo! ed il mistero del circo, Scooby-Doo e la maschera di Blue Falcon, Scooby-Doo e il palcoscenico stregato, Scooby-Doo! e il mistero del wrestling, Scooby-Doo! Frankenstrizza, Scooby-Doo! Crociera sulla Luna, Scooby-Doo e il mistero del Rock'n'Roll, Scooby-Doo! e WWE - La corsa dei mitici Wrestlers, Scooby-Doo! Il fantasma del Ranch, Scooby-Doo! & Batman: Il caso irrisolto, Scooby-Doo! e il Fantasma Rosso, Scooby-Doo! e la maledizione del tredicesimo fantasma, Scooby-Doo! ritorno sull'isola degli zombie, Happy Halloween, Scooby-Doo!, Scooby-Doo! Alla corte di Re Artù, Viaggio ad Altrove: Scooby-Doo! incontra Leone il cane fifone, Scooby-Doo! contro i Gul, Scooby-Doo! Fantasmi a Hollywood, Scooby-Doo! Grande festa in spiaggia, Scooby-Doo! e il tesoro del Cavaliere Nero, Scooby-Doo! Adventures: la Mappa del Mistero, Scooby!, Scooby-Doo! I giochi del mistero, Scooby-Doo! In vacanza con il mostro, Scooby-Doo! e il mistero del granturco, Scooby-Doo! La minaccia del cane meccanico, Scooby-Doo! Goal da paura e Scooby-Doo! e il mostro marino
- Howl in Il castello errante di Howl
- Makoto Hyuga in Neon Genesis Evangelion: Death & Rebirth, Neon Genesis Evangelion: The End of Evangelion, Evangelion: 1.0 You Are (Not) Alone, Evangelion: 2.0 You Can (Not) Advance, Evangelion: 3.0 You Can (Not) Redo, Evangelion: 3.0+1.0 Thrice Upon a Time
- Giuseppe Maiato in Wicked City - La città delle bestie incantatrici
- Yamui in Millennia, la regina dei mille anni
- Chris Brown in Armitage III: Poly-Matrix
- Schiaccianoci in La favola del principe schiaccianoci
- Cale Tucker in Titan A.E.
- Sergente Adams in Spirit - Cavallo selvaggio
- Touya Kinomoto in Card Captor Sakura - The Movie
- Fiore in Sailor Moon R The Movie - La promessa della rosa
- Togusa in Ghost in the Shell
- Principe in Cenerentola II - Quando i sogni diventano realtà, Cenerentola - Il gioco del destino
- Rodrigo in El Cid - La leggenda
- Carl in Van Helsing - La missione londinese
- Rubino in Barbie Fairytopia
- Fay Flowright in Tsubasa Chronicle - Il film
- Obi-Wan Kenobi in Star Wars: The Clone Wars
- Jim Stanton in Battaglia per la Terra 3D
- Ripslinger in Planes
- Mikado in La storia della Principessa Splendente
- Diletto in Il Cavaliere Rusty e il regno del pericolo
- James Bing in Fuga dal pianeta Terra
- Michelangelo in I nostri eroi alla riscossa
- Tapion in Dragon Ball Z - L'eroe del pianeta Conuts (1^doppiaggio)
- Cecil Tartaruga in Looney Tunes: Due conigli del mirino
- Talpa in Il bambino, la talpa, la volpe e il cavallo
- Bob in Luck
- Hank in PAW Patrol - Il super film
- Zarbon in Dragon Ball Z - Le origini del mito

### Serie televisive
- Ewan McGregor in Fargo, Halston, Obi-Wan Kenobi, Un gentiluomo a Mosca
- David Boreanaz in Buffy l'ammazzavampiri, Angel
- Wentworth Miller in Prison Break
- Cheyenne Jackson in Ugly Betty, American Horror Story
- Matthew Rhys in Brothers & Sisters - Segreti di famiglia, The Americans
- James Purefoy in Roma
- Matthew Settle in Gossip Girl
- James Marsden in Westworld - Dove tutto è concesso, Amiche per la morte - Dead to Me
- Ricky Whittle in The 100, American Gods
- John Barrowman in Arrow, The Flash, Legends of Tomorrow
- Karl Urban in Almost Human, The Boys
- Peter Sarsgaard in Law & Order - I due volti della giustizia, Dopesick - Dichiarazione di dipendenza
- Josh Charles in The Good Wife, The Veil
- Eric Bana in Dirty John
- Scott Porter in Ginny & Georgia
- Sam Worthington in Manhunt: Unabomber
- Justin Kirk in APB - A tutte le unità
- Sean Maguire e Tom Ellis in C'era una volta
- David Wenham in Iron Fist
- Eddie Cahill in Conviction
- Juan Javier Cardenas in Snowfall
- Jeffrey Donovan in Burn Notice - Duro a morire
- Chad Lowe in Pretty Little Liars
- Tom Everett Scott in Z Nation
- David Conrad in Ghost Whisperer - Presenze
- Tuc Watkins e Mehcad Brooks in Desperate Housewives
- Judson Mills in Walker Texas Ranger
- Ben Stiller e Hank Azaria in Friends
- Jonas Armstrong in Robin Hood
- Gareth David-Lloyd in Torchwood
- Matt Bomer in Chuck
- Mark Pellegrino in Lost
- Matt Cedeño in Devious Maids - Panni sporchi a Beverly Hills
- José Manuel Poga in La casa di carta
- Jeremy Lowell Bobb in Russian Doll
- David Tennant in Inside Man
- Jason Faunt in Power Rangers Time Force
- Hoon Lee in Warrior
- Jeffrey Wright in The Agency
- Eion Bailey in From

### Serie animate
- Fred Jones in Le nuove avventure di Scooby-Doo, Shaggy e Scooby-Doo, Scooby-Doo! Mystery Incorporated, Be Cool, Scooby-Doo!, Scooby-Doo and Guess Who?, Jellystone
- Obi-Wan Kenobi in Star Wars: Clone Wars, Star Wars: The Clone Wars, Star Wars Rebels, Star Wars: Tales of the Jedi
- Patata (2^ voce) in I Simpson
- Tony Stark/Iron Man in Avengers Assemble, Marvel Super Hero Adventures
- Makoto Hyuga in Neon Genesis Evangelion (doppiaggio Dynit)
- Jeremy (2^ voce) in Ti voglio bene Denver
- Sam Reynolds in Holly e Benji - Due fuoriclasse
- Sanshiro Suwabaki in Gaiking il robot guerriero
- Mousse, Mikado Sanzenin in Ranma ½
- Conte D in Pet Shop of Horrors
- Catan in Angel Sanctuary
- Shien in Saiyuki
- Koichiro Mishō in Pretty Cure Splash Star
- Jōji "George" Koizumi in Paradise Kiss
- Schneizel el Britannia in Code Geass: Lelouch of the Rebellion
- Keiji Tabuki in Mawaru-Penguindrum
- Illumi Zoldick in Hunter × Hunter
- Hyoga di Cygnus nei film di Saint Seiya - I Cavalieri dello zodiaco
- Nimay in Video Girl Ai
- Lance in She-Ra e le principesse guerriere
- Checkmate in Ultimate Muscle
- Cecil Tartaruga nelle serie animate dei Looney Tunes
- Ousmane Mballo in Jurassic World - Teoria del caos

### Videogiochi
- Fred Jones in Scooby-Doo! E la palude del mistero
- Jason Bourne in The Bourne Conspiracy[3]
- Iron Man in Disney Infinity 2.0 (2014)[4] e Disney Infinity 3.0 (2015)[5]
- Obi-Wan Kenobi in Disney Infinity 3.0 (2015)[6]e Star Wars Jedi: Fallen Order (2019)[7]